# Saison 2012-2013 de l'Associação Académica de Coimbra
Maillots
Dernière mise à jour : 28 janvier 2013.
Chronologie
Saison précédente Saison suivante
La saison 2012-2013 de l’Académica de Coimbra est la soixantième des étudiants en championnat du Portugal de I Division. À la suite de sa victoire en Coupe du Portugal, l’Académica de Coimbra, participe à une compétition européenne, quarante et un ans après sa dernière apparition
José Simões entame sa 7e saison en tant que président du club. L'équipe quant à elle, est dirigée par l'entraîneur luso-angolais Pedro Emanuel, qui effectue sa deuxième saison avec le club des Etudiants.

## Avant-saison

### Mercato
L’Académica de Coimbra a beaucoup recruté avant le début de saison 2012-2013, beaucoup de joueurs étant en fin de contrat, mais un certain nombre étaient prêtés, comme Diogo Valente, prêté par le SC Braga, parti au CFR Cluj , Adrien Silva et Cédric Soares qui sont retournés au Sporting CP. L’Académica s’efforce aussi de faire signer les joueurs prêtés qui ont donné satisfaction, tel que les Brésiliens Willian Araújo, Reiner Ferreira
| Transferts     |               |                        |         |                        |                                      |
| Nom            | Nationalité   | Transfert              | Montant | Provenance/Destination | Division                             |
| Arrivées       |               |                        |         |                        |                                      |
| Rafik Halliche |               | Transfert              | Libre   | Fulham FC              | Barclays Premier League              |
| Keita          | Mali          | Transfert              | Libre   | União de Leiria        | Liga Zon Sagres                      |
| Henrique       |               | Transfert              | inconnu | CD Feirense            | Liga Zon Sagres                      |
| Carlos Saleiro |               | Transfert              | Libre   | Servette FC            | Super League                         |
| Júnior Lopes   |               | Transfert              | Libre   | Bragantino             | Série B                              |
| Salim Cissé    |               | Transfert              | inconnu | AC Arezzo              | Serie D                              |
| Makelele       |               | Transfert              | Libre   | ABC FC                 | Série B                              |
| Marcos Paulo   |               | Transfert              | Libre   | União de Leiria        | Liga Zon Sagres                      |
| John Ogu       | Nigeria       | Transfert              | Libre   | União de Leiria        | Liga Zon Sagres                      |
| Serge N'Gal    |               | Transfert              | inconnu | USM Alger              | Ligue 1 Nedjma                       |
| Bruno China    |               | Transfert              | inconnu | Rio Ave FC             | Liga Zon Sagres                      |
| Saná           | Guinée-Bissau | Transfert              | inconnu | Real Valladolid        | Liga Adelante                        |
| Afonso         |               | Prêté (1 an)           |         | Corinthians Alagoano   | Championnat de l'Alagoas de football |
| Cleyton        |               | Prêté (1 an)           |         | Corinthians Alagoano   | Championnat de l'Alagoas de football |
| Edinho         |               | Prêté (2 ans)          |         | Málaga CF              | Liga BBVA                            |
| Rodrigo Galo   |               | Prêté (1 an)           |         | SC Braga               | Liga Zon Sagres                      |
| Wilson Eduardo |               | Prêté (1 an)           |         | Sporting CP            | Liga Zon Sagres                      |
| Amessan        |               | Retour prêt            |         | Arouca                 | Liga Orangina                        |
| Départs        |               |                        |         |                        |                                      |
| Éder           |               | Transfert              | Libre   | SC Braga               | Liga Zon Sagres                      |
| Hugo Morais    |               | Transfert              | Libre   | União da Madeira       | Liga Orangina                        |
| Diogo Melo     |               | Transfert              | Libre   | Sanat Naft             | Iran Championnat d'Iran de football  |
| Pape Sow       |               | Transfert              | Libre   | Panathinaïkos          | Super League Grèce                   |
| Saulo          |               | Transfert              | inconnu | AE Paphos              | Marfin Laiki League                  |
| Grilo          |               | Transfert              | inconnu | Sporting Covilhã       | Liga Orangina                        |
| Henrique       |               | Transfert              | inconnu | Blackburn Rovers FC    | Npower Football League Championship  |
| Amessan        |               | Prêté (1 an)           |         | FC Arouca              | Liga Orangina                        |
| Ouattara       |               | Prêté (1 an)           |         | União da Madeira       | Liga Orangina                        |
| Issouf         |               | Prêté (1 an)           |         | FC Pampilhosa          | II Divisão B                         |
| Koné           |               | Prêté (1 an)           |         | FC Pampilhosa          | II Divisão B                         |
| Abdoulaye Ba   |               | Retour prêt (1 an)     |         | FC Porto B             | Liga Orangina                        |
| Rui Miguel     |               | Transfert              | Libre   | FC Penafiel            | Liga Orangina                        |
| Serge N'Gal    |               | Résiliation de contrat | Libre   |                        |                                      |
| Willian Araújo |               | Transfert              | inconnu | Villa Nova AC          | -                                    |
| Magique        |               | Prêté (6 mois)         |         | CD Trofense            | Liga Orangina                        |
| Orlando        |               | Transfert              |         | SC Freamunde           | Liga Orangina                        |
| Junior Lopes   |               | Résiliation de contrat | Libre   |                        |                                      |

### Matchs de pré-saison
| Date       | Rencontres                       | Rés. | Buteurs AAC                                  |
| ---------- | -------------------------------- | ---- | -------------------------------------------- |
| 4/07/12    | Académica - Syndicat des joueurs | 3-0  | Makelele, Cleyton et Márinho                 |
| 7/07/12    | Académica - Feirense FC          | 2-2  | Cleyton 53e et Carlos Saleiro 83e s.p.       |
| 14/07/12   | SC Covilhã - Académica           | 0-0  |                                              |
| 17/07/12   | Académica - CS Marítimo          | 3-0  | Márinho 24e, Salim Cissé 29e, et Magique 90e |
| 18/07/12   | Académica - Celta Vigo           | 0-1  |                                              |
| 25/07/2012 | Académica - CD Tondela           | 2-0  | Márinho et Édinho                            |
| 28/07/12   | SC Beira-Mar - Académica         | 3-1  | João Real                                    |
| 1/08/12    | Vitória Setúbal - Académica      | 1-2  | Salim Cissé 10e et 25e                       |
| 2/08/12    | Sporting CP B - Académica        | 1-2  | Carlos Saleiro 67e et Édinho 80es.p.         |
| 4/08/12    | Académica - SL Benfica           | 2-0  | Reiner Ferreira 28e, et Salim Cissé 35e      |

Pédro Emanuel, doit préparer au plus vite une équipe compétitive afin de participer à la Supercoupe du Portugal, prévue le 10 août, cela sans avoir fini son recrutement et avec un budget de 3,5 millions d’euros.

## Supercoupe du Portugal "Supertaça Cândido de Oliveira"
| Date       | Adversaire | Lieu                                | Score | Buteurs AAC |
| ---------- | ---------- | ----------------------------------- | ----- | ----------- |
| 10/08/2011 | FC Porto   | Estádio Municipal de Aveiro, Aveiro | 1-0   | -           |

## Ligue Europa
41 ans après avoir disputé son dernier match en compétitions européennes, l’Académica entre en Ligue Europa, lors de la phase de groupe, dû au fait qu’elle a remporté la Coupe du Portugal 2012. Elle est donc exempte des tours préliminaires et de barrages.
Le 1er match de Ligue Europa débute le 20 septembre 2012 comme toutes les affiches de cette première journée. L’Académica se rend en république Tchèque afin de croiser le fer avec le Viktoria Plzeň, premier du championnat Tchèque. Lors de la première mi-temps ce sont les « étudiants » qui prennent l'ascendant et ouvrent le score à la 19e minute par Wilson Eduardo, joueur prêté par le Sporting CP. Ils réussissent à tenir le résultat jusqu’au terme de la première manche. De retour des vestiaires les locaux impriment leur jeu et égalisent dès la 37e sur corner, les blancs de l’Académica tentent de faire bonne figure, mais les rouges et bleus prennent l’avantage à la 58e et définitivement le large à 10 minutes de la fin. Pour un retour à ce niveau l’Académica de Coïmbra pouvait s’attendre à mieux mais face à une équipes volontariste et dont le jeu se portait vers l’avant ils ont été beaucoup gênés, notamment sur coup de pieds arrêtés (Les 3 buts du Viktoria Plzeň, ont été marqués de la tête sur corner).

## Coupe de la Ligue "Taça da Liga"
| Date       | J.                  | Adversaire          | Lieu                                                           | Score     | Buteurs AAC                            |
| ---------- | ------------------- | ------------------- | -------------------------------------------------------------- | --------- | -------------------------------------- |
| 8/09/2012  | 2e Tour Aller       | SC Covilhã (D.II)   | Complexo Desportivo da Covilhã, Covilhã                        | 2-0       | -                                      |
| 14/10/2012 | 2e Tour Retour      | SC Covilhã (D.II)   | Estádio Cidade de Coimbra, Coimbra                             | 2-0 (3-2) | Édinho 32e, 73e                        |
| 19/12/2012 | 3e Tour 1re Journée | Moreirense FC (D.I) | Parque de Jogos Joaquim de Almeida Freitas, Moreira de Cónegos | 2-2       | Rafik Halliche 10e, Wilson Eduardo 51e |
| 30/12/2012 | 3e Tour 2e Journée  | SC Olhanense (D.I)  | Estádio Cidade de Coimbra, Coimbra                             | 0-0       | -                                      |
| 9/01/2013  | 3e Tour 3e Journée  | SL Benfica (D.I)    | Estádio da Luz, Lisbonne                                       | 3-2       | Makelele 45+1e, Carlos Saleiro 50e     |

## Coupe du Portugal "Taça de Portugal Millennium"
| Date       | T.                     | Adversaire                   | Lieu                                             | Score  | Buteurs AAC                                          |
| ---------- | ---------------------- | ---------------------------- | ------------------------------------------------ | ------ | ---------------------------------------------------- |
| 21/10/2012 | 3e Tour(32e de finale) | AD Ponte da Barca (D.IV)     | Estádio Municipal Ponte Da Barca, Ponte da Barca | 1-3    | Cleyton 17e, John Ogu 31e, Salim Cissé 78e           |
| 18/11/2012 | 4e Tour(16e de finale) | SC Penalva do Castelo (D.IV) | Estádio Cidade de Coimbra, Coimbra               | 1-0 ap | Édinho 108es.p.                                      |
| 1/12/2012  | 5e Tour(8e de finale)  | Tourizense (D.III)           | Estádio Cidade de Coimbra, Coimbra               | 3-0    | Édinho 37e, Wilson Eduardo 80e s.p. et Nivaldo 90e+3 |
| 17/01/2013 | 6e Tour(1/4 de finale) | SL Benfica (D.I)             | Estádio Cidade de Coimbra, Coimbra               | 0-4    | -                                                    |

## Championnat "Liga Zon Sagres"
Matches aller
| Date       | J.     | Adversaire           | Lieu                                                           | Score | Buteurs AAC                                   |
| ---------- | ------ | -------------------- | -------------------------------------------------------------- | ----- | --------------------------------------------- |
| 20/08/2012 | 1re J. | Beira-Mar            | Estádio Municipal de Aveiro, Aveiro                            | 3-3   | Salim Cissé 68e, Édinho 80e, 87e              |
| 24/08/2012 | 2e J.  | Olhanense            | Estádio Cidade de Coimbra, Coimbra                             | 1-1   | Édinho 52e                                    |
| 2/09/2012  | 3e J.  | Rio Ave              | Estádio dos Arcos, Vila do Conde                               | 0-0   | -                                             |
| 23/09/2012 | 4e J.  | Benfica              | Estádio Cidade de Coimbra, Coimbra                             | 2-2   | Salim Cissé 25e s.p., Wilson Eduardo 69e s.p. |
| 30/09/2012 | 5e J.  | CS Marítimo          | Estádio dos Barreiros, Funchal                                 | 0-2   | Wilson Eduardo 11e, Márinho 43e               |
| 7/10/2012  | 6e J.  | V. Guimarães         | Estádio Cidade de Coimbra, Coimbra                             | 1-2   | Márinho 24e                                   |
| 29/10/2012 | 7e J.  | Sporting CP          | Estádio José Alvalade, Lisbonne                                | 0-0   | -                                             |
| 4/11/2012  | 8e J.  | GD Estoril-Praia     | Estádio Cidade de Coimbra, Coimbra                             | 0-2   | -                                             |
| 11/11/2012 | 9e J.  | FC Porto             | Estádio do Dragão, Porto                                       | 2-1   | Wilson Eduardo 79e                            |
| 25/11/2012 | 10e J. | Gil Vicente FC       | Estádio Cidade de Coimbra, Coimbra                             | 2-2   | Flávio Ferreira 50e et Édinho 88e             |
| 10/12/2012 | 11e J. | SC Braga             | Estádio Cidade de Coimbra, Coimbra                             | 1-4   | Salim Cissé 86e                               |
| 16/12/2012 | 12e J. | Moreirense FC        | Parque de Jogos Joaquim de Almeida Freitas, Moreira de Cónegos | 2-2   | Édinho 43e, Salim Cissé 90+3e                 |
| 6/01/2013  | 13e J. | V. Setúbal           | Estádio Cidade de Coimbra, Coimbra                             | 4-2   | Salim Cissé 13e, Édinho 16e, 28e, et 84e      |
| 13/01/2013 | 14e J. | FC Paços de Ferreira | Estádio da Mata Real, Paços de Ferreira                        | 1-0   | -                                             |
| 21/01/2013 | 15e J. | CD Nacional          | Estádio Cidade de Coimbra, Coimbra                             | 2-1   | Makelele 46e, Édinho 82e                      |

Matches retour, journée 16 à 20
| Date       | J.     | Adversaire  | Lieu                               | Score | Buteurs AAC                          |
| ---------- | ------ | ----------- | ---------------------------------- | ----- | ------------------------------------ |
| 25/01/2013 | 16e J. | Beira-Mar   | Estádio Cidade de Coimbra, Coimbra | 3-1   | Márinho 15e, Édinho 35e, Cleyton 37e |
| 03/02/2013 | 17e J. | Olhanense   | Estádio José Arcanjo, Olhão        | 0-0   | -                                    |
| 10/02/2013 | 18e J. | Rio Ave     | Estádio Cidade de Coimbra, Coimbra | 1-2   | Salim Cissé 51e                      |
| 17/02/2013 | 19e J. | Benfica     | Estádio da Luz, Lisbonne           | 1-0   | -                                    |
| 24/02/2013 | 20e J. | CS Marítimo | Estádio Cidade de Coimbra, Coimbra | 2-3   | Édinho 45+2e, Wilson Eduardo 90+4e   |

Matches retour, journée 21 à 25
| Date       | J.     | Adversaire       | Lieu                                     | Score | Buteurs AAC           |
| ---------- | ------ | ---------------- | ---------------------------------------- | ----- | --------------------- |
| 04/03/2013 | 21e J. | V. Guimarães     | Estádio D. Afonso Henriques, Guimarães   | 2-0   | -                     |
| 09/03/2013 | 22e J. | Sporting CP      | Estádio Cidade de Coimbra, Coimbra       | 1-1   | Wilson Eduardo 26e sp |
| 17/03/2013 | 23e J. | GD Estoril-Praia | Estádio António Coimbra da Mota, Estoril | 2-0   | -                     |
| 30/03/2013 | 24e J. | FC Porto         | Estádio Cidade de Coimbra, Coimbra       | 0-3   | -                     |
| 07/04/2013 | 25e J. | Gil Vicente FC   | Estádio Cidade de Barcelos, Barcelos     | 2-1   | Wilson Eduardo 42e    |

À l'issue de la 25e journée, soit après trois défaites d'affilée, et neuf matchs sans victoire, l'entraîneur Pedro Emanuel est demis de ses fonctions par le président José Eduardo Simoes.
Matches retour, journée 26 à 30
| Date       | J.     | Adversaire           | Lieu                               | Score | Buteurs AAC   |
| ---------- | ------ | -------------------- | ---------------------------------- | ----- | ------------- |
| 21/04/2013 | 26e J. | SC Braga             | Estádio Municipal de Braga, Braga  | 1-0   |               |
| 28/04/2013 | 27e J. | Moreirense FC        | Estádio Cidade de Coimbra, Coimbra | 1-0   | Márinho 18e   |
| 05/05/2013 | 28e J. | V. Setúbal           | Estádio do Bonfim, Setúbal         | 0-1   | John Ogu 79e  |
| 12/05/2013 | 29e J. | FC Paços de Ferreira | Estádio Cidade de Coimbra, Coimbra | 1-1   | Édinho 72e sp |
| 19/05/2013 | 30e J. | CD Nacional          | Estádio da Madeira, Funchal        | 2-1   | Édinho 48e sp |

### Récapitulatif classement par journée
| Journée   | 01 | 02 | 03 | 04 | 05 | 06 | 07 | 08 | 09 | 10 | 11 | 12 | 13 | 14 | 15 | 16 | 17 | 18 | 19 | 20 | 21 | 22 | 23 | 24 | 25 | 26 | 27 | 28 | 29 | 30 |
| --------- | -- | -- | -- | -- | -- | -- | -- | -- | -- | -- | -- | -- | -- | -- | -- | -- | -- | -- | -- | -- | -- | -- | -- | -- | -- | -- | -- | -- | -- | -- |
| Terrain   | E  | D  | E  | D  | E  | D  | E  | D  | E  | D  | D  | E  | D  | E  | D  | D  | E  | D  | E  | D  | E  | E  | D  | E  | D  | E  | D  | E  | D  | E  |
| Résultats | N  | N  | N  | N  | V  | D  | N  | D  | D  | N  | D  | N  | V  | D  | V  |    |    |    |    |    |    |    |    |    |    |    |    |    |    |    |
| Points    | 1  | 2  | 3  | 4  | 7  | 7  | 8  | 8  | 8  | 9  | 9  | 10 | 13 | 13 | 16 |    |    |    |    |    |    |    |    |    |    |    |    |    |    |    |
| Place     | 4  | 8  | 9  | 11 | 4  | 8  | 8  | 10 | 13 | 14 | 15 | 15 | 11 | 14 | 10 |    |    |    |    |    |    |    |    |    |    |    |    |    |    |    |

Source : Liste des rencontres

Terrain : D = Domicile ; E = Extérieur. Résultat: D = Défaite ; N = Nul ; V = Victoire.

## Buteurs (toutes compétitions)
| Rang | Joueur          | Supertaça | Ligue Europa | Taça da Liga | Taça de Portugal | Liga Zon Sagres | Total |
| ---- | --------------- | --------- | ------------ | ------------ | ---------------- | --------------- | ----- |
| 1    | Édinho          | 0         | 1            | 2            | 2                | 13              | 18    |
| 2    | Wilson Eduardo  | 0         | 3            | 1            | 1                | 6               | 11    |
| 3    | Salim Cissé     | 0         | 2            | 0            | 1                | 6               | 9     |
| 4    | Márinho         | 0         | 0            | 0            | 0                | 4               | 4     |
| 5    | Makelele        | 0         | 0            | 1            | 0                | 1               | 2     |
| 6    | Cleyton         | 0         | 0            | 0            | 1                | 1               | 2     |
| 8    | John Ogu        | 0         | 0            | 0            | 1                | 1               | 2     |
| 7    | Flávio Ferreira | 0         | 0            | 0            | 0                | 1               | 1     |
| 9    | Nivaldo         | 0         | 0            | 0            | 1                | 0               | 1     |
| 10   | Rafik Halliche  | 0         | 0            | 1            | 0                | 0               | 1     |
| 11   | Carlos Saleiro  | 0         | 0            | 1            | 0                | 0               | 1     |

## Joueurs utilisés (en minutes, toutes compétitions hors matches amicaux)
| Rang | Joueur          | Supertaça | Ligue Europa | Taça da Liga | Taça de Portugal | Liga Zon Sagres | Total |
| ---- | --------------- | --------- | ------------ | ------------ | ---------------- | --------------- | ----- |
| 1    | Flávio Ferreira | 90        | 540          | 450          | 180              | 2160            | 3420  |
| 2    | Ricardo         | 90        | 450          | 90           | 0                | 2700            | 3330  |
| 3    | Makelele        | 90        | 262          | 370          | 100              | 2186            | 3008  |
| 4    | Márinho         | 87        | 506          | 174          | 163              | 1928            | 2858  |
| 5    | Wilson Eduardo  | 0         | 530          | 228          | 237              | 1820            | 2815  |
| 6    | Ferreira        | 90        | 270          | 360          | 210              | 1806            | 2736  |
| 7    | Edinho          | 0         | 326          | 241          | 359              | 1715            | 2641  |
| 8    | Cleyton         | 90        | 368          | 238          | 283              | 1519            | 2498  |
| 9    | João Dias       | 0         | 450          | 197          | 300              | 1409            | 2356  |
| 10   | Rodrigo Galo    | 90        | 90           | 207          | 180              | 1734            | 2301  |
| 11   | Salim Cissé     | 90        | 302          | 423          | 182              | 1288            | 2285  |
| 12   | Bruno China     | 0         | 235          | 265          | 210              | 1482            | 2192  |
| 13   | João Real       | 90        | 270          | 290          | 210              | 1176            | 2036  |
| 14   | Hélder Cabral   | 90        | 90           | 46           | 0                | 1650            | 1876  |
| 15   | John Ogu        | 19        | 318          | 158          | 257              | 930             | 1682  |
| 16   | Keita           | 0         | 321          | 235          | 153              | 938             | 1647  |
| 17   | Nivaldo         | 0         | 341          | 73           | 257              | 519             | 1190  |
| 18   | Rafik Halliche  | 0         | 69           | 160          | 90               | 716             | 1035  |
| 19   | Marcos Paulo    | 0         | 0            | 105          | 45               | 763             | 913   |
| 20   | Afonso          | 71        | 44           | 0            | 233              | 481             | 829   |
| 21   | Romuald Peiser  | 0         | 90           | 360          | 300              | 0               | 750   |
| 22   | Carlos Saleiro  | 0         | 0            | 190          | 27               | 169             | 386   |
| 23   | Amessan         | 0         | 0            | 0            | 0                | 258             | 258   |
| 24   | Júnior Lopes    | 0         | 68           | 0            | 90               | 100             | 258   |
| 25   | Serge N'Gal     | 0         | 0            | 71           | 45               | 14              | 130   |
| 26   | Henrique        | 0         | 0            | 0            | 0                | 94              | 94    |
| 27   | Fábio Santos    | 0         | 0            | 0            | 90               | 0               | 90    |
| 28   | Magique         | 3         | 0            | 12           | 19               | 0               | 34    |

### Équipe type
| Ricardo João Dias Flávio Ferreira Ferreira João Real Makelele Cleyton Márinho Salim Cissé Edinho Wilson Eduardo |